# 伝嗣院

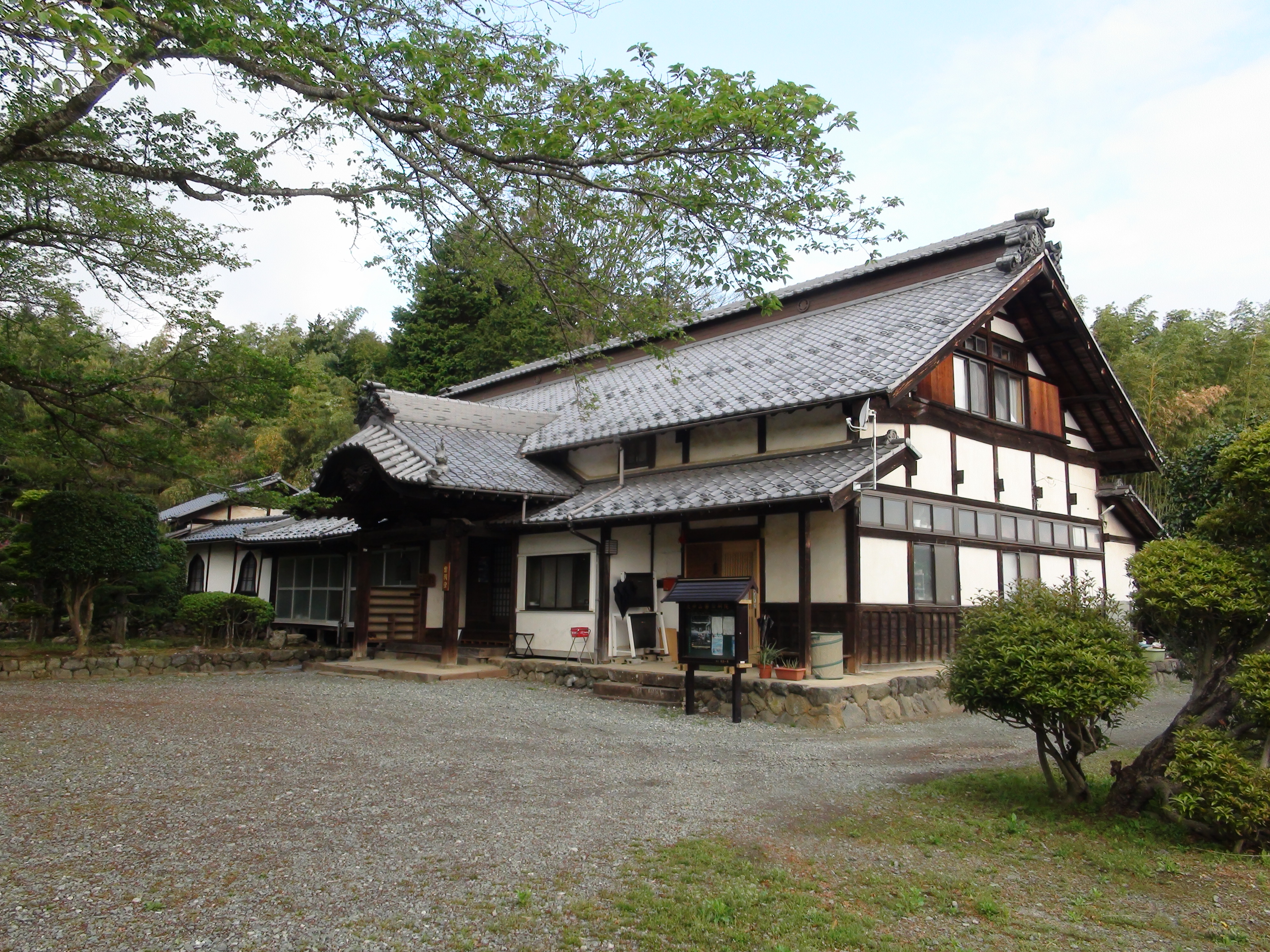
本堂

伝嗣院（でんしいん）は、山梨県南アルプス市上宮地にある曹洞宗の寺院。山号は大神山。本尊は釈迦如来。

## 歴史
所在する南アルプス市上宮地は甲府盆地西部の西郡地域に位置し、伝嗣院は甲府盆地を一望できる丘陵上に立地している。
寺伝に拠れば創建は室町時代と言われ、下宮地村の三輪明神（神部神社）の神主・今沢重貞（山城守）が普含道観と号して、三輪明神の山宮（八幡神社）の所在する当地に草庵を結んだという。文亀元年（1501年）に重貞が叔父の第翁挙一を迎え開山したとされる。
第翁挙一は南明寺（山梨県南巨摩郡富士川町小林）8世・天徳の法嗣であったが、天徳の死後に在先祖鑑に師事し、在先が当寺の開山となった。在先は静岡県伊豆市の最勝院開山・吾宝宗璨の高弟・州安宗彭の法孫にあたり、当寺は笛吹市一宮町金沢の広厳院や甲府市の興因寺とともに伊豆最勝院の末寺となる。